# Virginia Squires 1972-1973
La stagione 1972-73 dei Virginia Squires fu la 6ª nella ABA per la franchigia.
I Virginia Squires arrivarono terzi nella Eastern Division con un record di 42-42. Nei play-off persero la semifinale di division con i Kentucky Colonels (4-1).

## Roster
| N° | Naz.                   | Ruolo | Sportivo         | Anno | Alt. | Peso |
| -- | ---------------------- | ----- | ---------------- | ---- | ---- | ---- |
| 3  | Stati Uniti (bandiera) | A     | Al Sanders       | 1950 | 201  | 109  |
| 11 | Stati Uniti (bandiera) | G     | Bernie Williams  | 1945 | 191  | 79   |
| 12 | Stati Uniti (bandiera) | AC    | Goose Ligon      | 1944 | 201  | 95   |
| 13 | Stati Uniti (bandiera) | G     | Dave Twardzik    | 1950 | 185  | 79   |
| 14 | Stati Uniti (bandiera) | G     | Fatty Taylor     | 1946 | 183  | 79   |
| 21 | Stati Uniti (bandiera) | G     | Billy Shepherd   | 1949 | 178  | 73   |
| 23 | Stati Uniti (bandiera) | A     | Will Franklin    | 1949 | 201  | 100  |
| 24 | Stati Uniti (bandiera) | AC    | Neil Johnson     | 1943 | 201  | 100  |
| 25 | Stati Uniti (bandiera) | C     | Jim Eakins       | 1946 | 211  | 98   |
| 30 | Stati Uniti (bandiera) | GA    | George Irvine    | 1948 | 198  | 91   |
| 32 | Stati Uniti (bandiera) | GA    | Julius Erving    | 1950 | 198  | 91   |
| 34 | Stati Uniti (bandiera) | G     | Mike Barr        | 1950 | 191  | 82   |
| 35 | Stati Uniti (bandiera) | AC    | Willie Sojourner | 1948 | 203  | 102  |
| 44 | Stati Uniti (bandiera) | GA    | George Gervin    | 1952 | 201  | 82   |
| 51 | Stati Uniti (bandiera) | AC    | Erwin Mueller    | 1944 | 203  | 104  |

## Staff tecnico
- Allenatore: Al Bianchi